# João Gumes
João Antônio dos Santos Gumes (Caetité, 10 de maio de 1855 — 29 de abril de 1930) foi um escritor, rábula, jornalista e pesquisador brasileiro. Por sua produção de época e ideias inovadoras, é objeto de vários estudos acadêmicos e o jornal que fundou no final do século XIX constitui-se em importante acervo a registrar os primeiros anos da república, no interior do país.

## Biografia
Era filho do professor que lhe era homônimo João Antônio dos Santos Gumes e de Anna Luíza das Neves Gumes. Dentre os alunos do seu pai destacam-se Joaquim Manoel Rodrigues Lima, Plínio de Lima, as filhas do Barão de Caetité, dentre outros. Neste ambiente culto cresceu o jovem João Gumes.
Não tendo condições materiais de, como os filhos das famílias abastadas, encetar estudos fora da cidade, já aos dezoito anos atua como professor e rábula. Em 1896 realiza sua primeira publicação, uma poliantéia em honra ao dr. Rodrigues Lima, que retornava à cidade após seu mandato como primeiro governador eleito da Bahia, intitulada "O Caetiteense".
Depois de muito esforço, consegue realizar o sonho de dotar sua terra natal de um prelo, onde lança seu jornal e ainda diversas outras publicações. Foi casado com a prima, Antônia Dulcina Pinto Gumes, em 1884, com quem teve dezesseis filhos; ela faleceu em 1922. Gumes exerceu a função de mestre-escola em Monte Alto durante oito anos, único período de sua vida em que saiu de Caetité.
Junto ao conterrâneo Aristides Spínola, funda, em 1905, o Centro Psychico de Caeteté, atual Centro Espírita Aristides Spínola, da qual foi o diretor até sua morte; ali ainda existe um dos quadros que pintou, este retratando Allan Kardec.
Apesar de autodidata, foram de sua autoria os projetos do "Teatro Centenário" e do mercado público da cidade - belas construções já demolidas. Atuou ainda como empresário, arquiteto, advogado provisionado, pintor, tradutor, coletor e outras atividades.

## Jornal A Penna
A 5 de Março de 1897 funda o jornal A Penna - primeiro jornal do Sertão e segundo do interior baiano. Surgiu inicialmente em quatro páginas, depois ampliadas para seis, que eram compostas pelo editorial, artigos de fundo, editais, coluna social, notas diversas, etc. Seu tamanho era standard.
No começo do século XX ficou algum tempo sem circular, sendo novamente publicado a partir de 15 de dezembro de 1911, e dali até depois de sua morte, sendo seguido no trabalho por dois de seus filhos: Sadi e Huol Gumes.
Em 1917 Gumes se envolveu, nas páginas do periódico, em acerba polêmica com o bispo da diocese de Caetité, dom Manuel Raimundo de Melo, acerca do apoio dado pelo jornal ao Colégio Americano, entidade presbiteriana do pastor Henry John McCall.

## Obras
- A vida Campestre
- A Abolição
- Intriga Doméstica
- Origem do Nome Caeteté
- Seraphina
- A Sorte Grande
- Pelo Sertão
- Sampauleiros
- Os Analphabetos.

## Análise da obra
Para Maria Lúcia Porto Silva Nogueira a obra literária de Gumes possibilita ao leitor conhecer a virada do século XIX para o XX e entrever "os pormenores do público-privado numa dinâmica impregnada pelos valores morais dominantes no período e afinados com forte tradição conservadora."

## Homenagens
João Gumes é Patrono nas Academias Caetiteense, Conquistense e Guanambiense de Letras. Quando de sua morte, sendo Presidente da Academia Brasileira de Letras Afrânio Peixoto, a entidade decretou luto em 10 de maio de 1930.
No dia 7 de dezembro de 2020, lembrando os noventa anos de sua morte, a Câmara de Vereadores de Caetité deu o seu nome ao Teatro Municipal daquela cidade, num projeto de iniciativa popular que contou com representantes de várias entidades civis (tais como "Academia Caetiteense de Letras (ACL), Associação da Memória e Patrimônio Cultural (AMPC), Instituto D. Alberto, Associação dos Amigos do Museu do Alto Sertão, Arquivo Público Municipal, Museu da Imagem e do Som e do Conselho Municipal de Cultura"), foi subscrito pelo vereador Mário Rebouças e aprovado por unanimidade dos demais membros da casa legislativa.